# Hinokitiol
Hinokitiol (β-Thujaplicin) ist ein natürliches Monoterpenoid, das im Holz von Bäumen aus der Familie der Zypressengewächse vorkommt. Hinokitiol wird wegen seines breiten Spektrums an antimikrobieller und entzündungshemmender Wirkung in Mundpflege- und Behandlungsprodukten verwendet. Darüber hinaus ist es in Japan als Lebensmittelzusatz für die Konservierung von Lebensmitteln zugelassen.
Hinokitiol gehört chemisch zur Gruppe der Thujaplicine und leitet sich strukturell vom 1,2-Tropolon ab, von dem es sich durch einen Isopropyl-Substituenten unterscheidet. Tropolone sind bekannt als Chelatbildner.

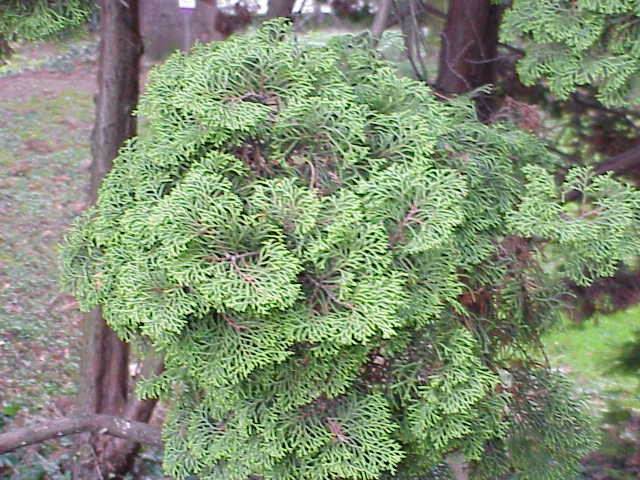
Hinoki-Scheinzypresse (Chamaecyparis obtusa)

Der Name Hinokitiol leitet sich von der taiwanesischen Hinoki-Scheinzypresse (Chamaecyparis obtusa var. formosana) ab, aus der es 1939 erstmals isoliert wurde. Tatsächlich ist es in der japanischen Hinoki (Ch. o. var. obtusa) fast nicht vorhanden, während es in hoher Konzentration (etwa 0,04 % der Kernholzmasse) im Kanaren-Wacholder (Juniperus cedrus), Hiba-Lebensbaum (Thujopsis dolabrata) und Riesen-Lebensbaum (Thuja plicata) vorkommt. Es lässt sich leicht mit organischen Lösungsmitteln aus Zedernholz extrahieren.

## Eigenschaften
In der Literatur ist ein breites Spektrum biologischer Aktivitäten beschrieben worden. Die zuerst entdeckte und bekannteste ist die starke antimikrobielle Wirkung gegen viele Bakterien und Pilze, unabhängig von einer Antibiotikaresistenz. So hat sich Hinokitiol in vitro als wirksam gegen Streptococcus pneumoniae, Streptococcus mutans und Staphylococcus aureus, häufige humanpathogene Erreger, erwiesen. Darüber hinaus zeigte Hinokitiol eine hemmende Wirkung auf Chlamydia trachomatis. Eine antivirale Wirkung gegenüber humanen Rhinoviren, Coxsackieviren und Mengoviren ergibt sich aus seiner Wirkung als Zink-Ionophor. Als solches ermöglicht es den Einstrom von Zinkionen in Zellen, wodurch die Replikationsmaschinerie von RNA-Viren und als Folge auch die Virusvermehrung gehemmt wird. Die Studie lieferte ferner Belege dafür, dass Hinokitiol die Replikation von Picornaviren hemmt, indem es die Verarbeitung des viralen Polyproteins beeinträchtigt, und dass die antivirale Aktivität von Hinokitiol von der Verfügbarkeit von Zinkionen abhängig ist.
Dieser Mechanismus wird durch Forschungsergebnisse mit dem chemisch verwandten Zink-Ionophor Pyrithion gestützt.
Neben der antimikrobiellen Breitbandwirkung besitzt Hinokitiol auch entzündungshemmende und antitumorale Aktivitäten, die in einer Reihe von in-vitro-Zellstudien und in-vivo-Tierstudien beschrieben wurden. Hinokitiol hemmt wichtige Entzündungsmarker und -wege, wie TNF-α und NF-κB, und das Potenzial für die Behandlung chronisch entzündlicher oder autoimmuner Erkrankungen wird derzeit untersucht. Es wurde festgestellt, dass Hinokitiol auf mehrere bekannte Krebszelllinien zytotoxisch wirkt, indem es autophagische Prozesse induziert.

## Verwendung
Hinokitiol wird in einer Reihe von Verbrauchsgütern verwendet, darunter Kosmetika, Zahnpasta, Mundspray, Sonnenschutzmittel und Haarwuchsmittel. Eine der führenden Marken ist Hinoki Clinical des 1956 gegründeten Unternehmens Hinoki Shinyaku. Kurz zuvor im Jahr 1955 war die industriellen Gewinnung von Hinokitiol aufgenommen worden. Weitere Kosmetikmarken wie Relief Life (Zahnpasta), und andere werden von japanischen Unternehmen vertrieben. Außerhalb von Asien beginnen Unternehmen wie Swanson Vitamins mit der Verwendung von Hinokitiol in Verbrauchsgütern in Märkten wie den USA und Australien.
Am 2. April 2020 beantragten die australischen Unternehmen Advance Nanotek und AstiVita Limited ein Patent für eine hinokitiolhaltige antivirale Zusammensetzung zur Verwendung in verschiedenen Mundpflegeprodukten (DrZinx).

## Geschichte

### Entdeckung
Hinokitiol wurde 1936 von Tetsuo Nozoe im ätherischen Öl der Taiwanzypresse entdeckt. Verbindungen mit einer heptagonalen Molekülstruktur galten bis dahin als in der Natur nicht vorkommend.
Das Hauptforschungsinteresse des 1902 in Sendai (Japan) geborenen Nozoe, der an der Kaiserlichen Universität Tohoku Chemie studierte und 1926 Formosa (heute bekannt als Taiwan) ging, lag in der Untersuchung von Naturprodukten, insbesondere solcher aus der Region Formosa. Nozoes dokumentierte Arbeit in Formosa handelte von den chemischen Inhaltsstoffen von Taiwanhinoki, einer in Berggebieten wachsenden einheimischen Nadelbaumart. Nozoe isolierte aus dieser Art eine neue Verbindung, das Hinokitiol, und berichtete erstmals 1936 in einer Sonderausgabe des Bulletin of the Chemical Society of Japan darüber.
Als die Chemical Society of London im November 1950 ein Symposium mit dem Titel „Tropolone and Allied Compounds“ organisierte, wurde Nozoes Arbeit über Hinokitiol als wesentlicher Beitrag zur Tropolon-Chemie gewürdigt und verhalf seiner Forschung zur Anerkennung im Westen. Dank J.W. Cook, dem Vorsitzenden des Symposiums, konnte Nozoe 1951 seine Arbeit über Hinokitiol und seine Derivate in Naturstoffen veröffentlichen. Nozoes Arbeiten, die mit der Erforschung von Naturstoffen in Taiwan begannen und in den 1950er und 60er Jahren in Japan ausgebaut wurden, führten ein neues Gebiet der organischen Chemie ein, nämlich die Chemie der nichtbenzolischen aromatischen Verbindungen, weswegen Nozoe 1958 im Alter von 56 Jahren der Kaiserliche Kulturorden, die höchste Auszeichnung für beitragende Forscher und Künstler, verliehen wurde.

### Jüngere Forschung
Ab den 2000er Jahren erkannten Forscher, dass Hinokitiol als antimikrobieller Wirkstoff von Wert sein könnte, insbesondere zur Hemmung des Bakteriums Chlamydia trachomatis.
Der Chemiker Martin Burke und Kollegen an der University of Illinois at Urbana-Champaign und anderen Einrichtungen entdeckten eine besondere pharmakologische Eigenschaft von Hinokitiol im Zusammenhang mit dem Eisentransport im tierischen Organismus. Störungen im Eisenstoffwechsel können zu einem Eisenmangel in Zellen (Anämie) oder dem gegenteiligen Effekt führen, der Hämochromatose. Mit gendepletierten Hefekulturen als Surrogat untersuchten die Forscher eine Bibliothek kleiner Biomoleküle auf Anzeichen eines Eisentransports und damit auf Zellwachstum. Hinokitiol erwies sich als das, welches die Funktionsfähigkeit der Zelle wiederherstellte. Weitere Arbeiten des Teams definierten den Mechanismus, mit dem Hinokitiol das Eisen in den Zellen wiederherstellt oder reduziert. In einer Studie an Säugetieren fanden sie, dass Nagetiere, die einen Mangel an „Eisenproteinen“ hatten, bei der Fütterung mit Hinokitiol die Eisenaufnahme im Darm wieder aufnahmen. In einer ähnlichen Studie an Zebrafischen stellte das Molekül die Hämoglobinproduktion wieder her. Ein Kommentar zur Arbeit von Burke et al. gab Hinokitiol den Spitznamen „Iron-Man-Molekül“, was insofern doppeldeutig ist, als dass der Vorname des Entdeckers Nozoe ins Englische mit „iron man“ übersetzt werden kann.
Angesichts einer gestiegenen Nachfrage wurden weitere Forschungsarbeiten zur Anwendung von Hinokitiol in der Mundhöhle und den oberen Atemwegen durchgeführt. Eine der Studien zeigte, dass Hinokitiol antibakterielle Aktivität gegen ein breites Spektrum pathogener Bakterien aufweist und gering zytotoxisch gegenüber menschlichen Epithelzellen ist.